# Baron Astor of Hever
Baron Astor of Hever, of Hever Castle in the County of Kent,  ist ein erblicher britischer Adelstitel in der Peerage of the United Kingdom.

## Verleihung
Der Titel wurde am 21. Januar 1956 für John Jacob Astor aus der Familie Astor geschaffen. Dieser hatte bei den Olympischen Sommerspielen 1908 eine Goldmedaille im Rackets im Herren-Doppel gewonnen und über 20 Jahre den Wahlbezirk Dover im House of Commons repräsentiert. Neben verschiedenen Ämtern im Bankensektor, die er innehatte, war er von 1922 bis 1959 Eigentümer der Times.
Da der erste Baron der vierte Sohn von William Waldorf Astor, 1. Viscount Astor, war, steht der jeweilige Baron in der Erbfolge für den Titel Viscount Astor und die nachgeordnete Baronie Astor.

## Liste der Barone Astor of Hever (1956)
- John Jacob Astor, 1. Baron Astor of Hever (1886–1971)
- Gavin Astor, 2. Baron Astor of Hever (1918–1984)
- John Jacob Astor, 3. Baron Astor of Hever (* 1946)

Voraussichtlicher Titelerbe (Heir apparent) ist der Sohn des jetzigen Barons, Hon. Charles Gavin John Astor (* 1990).